# طفاشة
طَفَّاشَة (الاسم العلمي: Podocnemis)، جنس من السلاحف المائية، والمعروفة باسم السلاحف النهرية في أمريكا الجنوبية،من فصيلة الطفاشيات. يتكون الجنس من ستة أنواع حية توجد في أمريكا الجنوبية الاستوائية وثمانية أنواع أحفورية.

## الأنواع
- طفاشة حمراء الرأس
- طفاشة متوسعة
- طفاشة نهر مجدالينا
- طفاشة سداسية الدرنات
- طفاشة صفراء النقط
- طفاشة السافانا جانبية الرقبة
- †طفاشة أرجنتينية
- †طفاشة باسلرية
- †طفاشة برازيلية
- †طفاشة هاريسية
- †طفاشة ميديمية
- †طفاشة نغرية
- †طفاشة برتشاردية
- †طفاشة سترومرية